# 瓊英
瓊英，《水浒传》中的人物。生父仇申，義父鄔梨，祖居汾陽府介休縣（今山西省晉中市介休市）之綿上。

## 事蹟

### 雙親遇害
十歲時，外祖父宋有烈亡故，其父母將其托付主管葉清夫婦，自去奔喪，不幸半路遭田虎看上宋氏之美貌，殺了仇申，宋氏不願失節，跳崖身亡。

### 鄔梨收養
翌年，田虎起義，遣國舅鄔梨領兵各處劫掠財貲，復經綿上，見瓊英慧黠伶俐，自己也没有孩子，愛之養為己女，葉清亦隨了鄔梨以伺機而作。在田虎阵营，琼英作为国舅之女被称为郡主。

### 密謀復仇
後葉清因於石室山採石而獲悉仇氏夫婦遇害之內情，教妻安氏密傳與瓊英，其知情後誓報瀝血之仇。一日，寐時遇神人教之以武藝，又得神人請天捷星張清授之飛石絕技，得號瓊矢鏃。適值宋江收復昭德，鄔梨率兵去襄垣县往援，以瓊英為先鋒，先後戰退王英、顧大嫂，飛石擊退扈三娘、孫新、林沖、李逵與解珍，活捉解珍、解宝，因鄔梨中箭，乃退。後葉清假求醫之名，潛入宋軍，得安道全及張清化名全靈、全羽療癒鄔梨箭傷，成功做了內應，張清並與瓊英成了琴瑟之好，鴆殺了鄔梨，密杀守将徐威，控制襄垣，封锁消息，释放解珍、解宝一同守城。

### 建功
其後，田虎屢失城池，盧俊義、關勝又圍了沁源，田虎往襄垣躲避時，伏兵齊發，田虎本已骑马逃跑，但突然刮起阴风，田虎看到琼英的幻象怒斥自己为杀父母仇人，马受惊导致田虎坠马被捉。瓊英則按吴用密计，領了解珍、解寶、樂和、段景住、王定六、郁保四、蔡福及蔡慶等，賺開威勝城，擒了田豹、田彪，敉平了田虎之亂，報了家亡之仇。瓊英因功封貞孝宜人，葉清為正排軍。
后来琼英随军征讨王庆，杀王庆所任南丰统军李雄，活捉王庆妻段三娘等，得宋江表功。宋江征方腊时，琼英因怀孕且染病，留在东京由叶清夫妇伏侍，没有随行，病愈后生子張節。
后來琼英得知張清征方腊时在独松关陣亡，哀痛昏倒，与叶清夫妇亲自到独松关扶柩到张清故乡彰德府安葬。叶清病故，琼英与叶清妻安氏老妪抚养张节成人。張節后來隨岳飞征大金，官至車騎將軍，归家养母，以终天年，奏请表扬其母贞节

## 夢徵
李逵曾夢神人云：「要夷田虎族，須諧瓊矢鏃。」

## 影視作品

### 電視劇
- 2011《水浒传》（黄瀛璇飾）